# 梅特佩克 (伊達爾戈州)
梅特佩克是墨西哥的城市，由伊達爾戈州負責管轄，位於該國中東部，始建於1869年，面積192平方公里，海拔高度2,180米，農產品有胡椒、番茄、仙人掌等，2005年人口9,278。